# Marzio

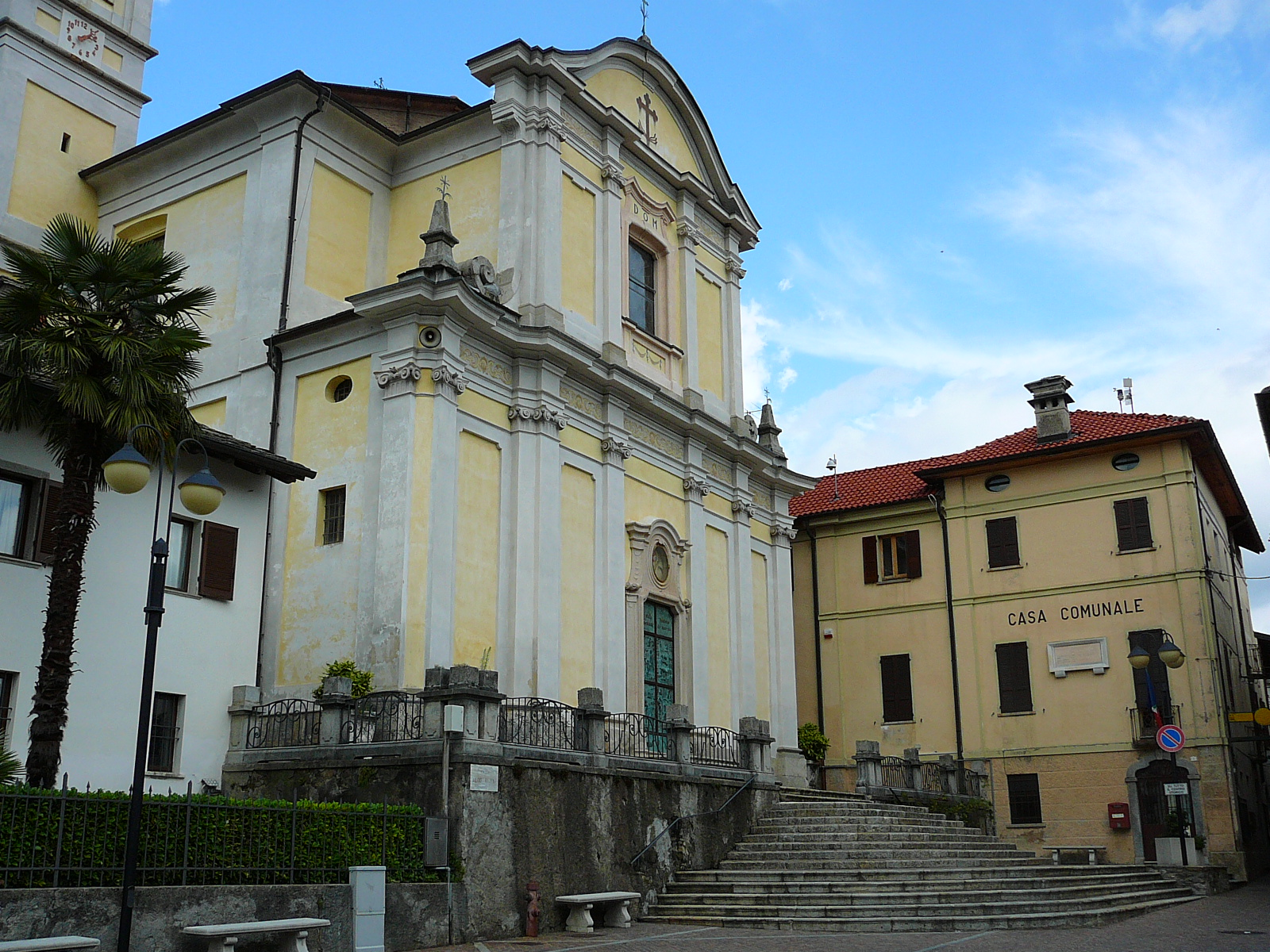
Pfarrkirche San Sebastiano

Marzio ist eine norditalienische Gemeinde (comune) in der Provinz Varese in der Region Lombardei.

## Geographie
Die Gemeinde liegt am Fuße des gleichnamigen Berges mit Blick über den Lago di Lugano und die Schweiz. Das Gemeindegebiet umfasst eine Fläche von 1,86 km². Der Ort liegt auf einer Höhe von 728 m ü. M. Die Nachbargemeinden von Marzio sind Brusimpiano, Cadegliano-Viconago, Cuasso al Monte, Lavena Ponte Tresa und Marchirolo.

## Geschichte
Die Gemeinde Marzio lag im Marchirolo-Tal, in der Gemeinde Val Travaglia, und war dem Mailänder Grafen Giovanni Emanuele Marliani als Lehen unterstellt. Der Konsul der Gemeinde legte einen Eid auf der Strafbank des feudalen Podestà von Luino ab, der als ordentlicher Richter zuständig war und jährlich eine Lira und 16 Soldi zahlte.
Marzio gehörte früher zur Gemeinde Lavena, war aber seit fast einem Jahrhundert getrennt und hatte das Gebiet mit seinen Grenzen zugewiesen bekommen. Die gesamte Fläche innerhalb der Grenzen wurde in der Gemeinde Marzio vermessen, der auch die Salzabgabe zugewiesen wurde. Die Lasten wurden ebenfalls aufgeteilt, wobei Marzio ein Drittel der Gesamtlast erhielt. Durch die Trennung erhielt die Gemeinde einen eigenen Konsul, Bürgermeister und Steuereinnehmer und zahlte den ihr zugewiesenen Anteil an allen königlichen, provinziellen oder lokalen Steuern getrennt von der Gemeinde Lavena an die jeweiligen Schatzkammern.
Im Jahr 1722 wurde das Gebiet von Marzio auf einer separaten Karte der ersten Station in 4 Blättern dargestellt. Marzio hatte keinen allgemeinen oder besonderen Rat. Der einzige Rat war die Versammlung der Familienoberhäupter an einem öffentlichen Ort, um über kommunale Angelegenheiten zu beraten. Die Gemeinde wählte einen Bürgermeister, der sein Amt mehrere Jahre innehatte, da es schwierig war, eine geeignete Person unter denjenigen zu finden, die im Dorf blieben, während die meisten Männer aus beruflichen Gründen in andere Orte zogen. Der Bürgermeister verwaltete die Gemeinde und nahm auch die Aufgaben des Kanzlers gegen eine Gebühr von 16 Lire wahr.
Nach dem vorübergehenden Zusammenschluss der lombardischen Provinzen mit dem Königreich Sardinien wurde die Gemeinde Marzio mit 199 Einwohnern, die von einem 15-köpfigen Gemeinderat und einem zweiköpfigen Stadtrat verwaltet wird, auf der Grundlage der durch das Gesetz vom 23. Oktober 1859 festgelegten Gebietsaufteilung in das Mandamento II von Arcisate, Bezirk II von Varese, Provinz Como, eingegliedert. Bei der Gründung des Königreichs Italien im Jahr 1861 hatte die Gemeinde 209 Einwohner (Volkszählung 1861). Nach dem Gemeindegesetz von 1865 wurde die Gemeinde von einem Bürgermeister, einer Junta und einem Rat verwaltet. Im Jahr 1867 wurde die Gemeinde in denselben Bezirk, Kreis und dieselbe Provinz eingegliedert (Verwaltungsbezirk 1867).
Im Jahr 1924 wurde die Gemeinde in den Bezirk Varese der Provinz Como eingegliedert. Nach der Gemeindereform von 1926 wurde die Gemeinde von einem Podestà verwaltet. Im Jahr 1927 wurde die Gemeinde der Provinz Varese zugeschlagen. Nach der Gemeindereform von 1946 wurde die Gemeinde Marzio von einem Bürgermeister, einem Gemeinderat und einem Verwaltungsrat verwaltet. Im Jahr 1971 hatte die Gemeinde Marzio eine Fläche von 130 Hektar. Das Dorf wurde von dem italienischen Verteidigungssystem Frontiera Nord in Richtung Schweiz, der sogenannten Linea Cadorna, tangiert, von der man noch heute mehrere Werke besichtigen kann.

## Bevölkerung
| Bevölkerungsentwicklung | Bevölkerungsentwicklung | Bevölkerungsentwicklung | Bevölkerungsentwicklung | Bevölkerungsentwicklung | Bevölkerungsentwicklung | Bevölkerungsentwicklung | Bevölkerungsentwicklung | Bevölkerungsentwicklung | Bevölkerungsentwicklung | Bevölkerungsentwicklung | Bevölkerungsentwicklung | Bevölkerungsentwicklung | Bevölkerungsentwicklung | Bevölkerungsentwicklung |
| ----------------------- | ----------------------- | ----------------------- | ----------------------- | ----------------------- | ----------------------- | ----------------------- | ----------------------- | ----------------------- | ----------------------- | ----------------------- | ----------------------- | ----------------------- | ----------------------- | ----------------------- |
| Jahr                    | 1861                    | 1871                    | 1881                    | 1901                    | 1921                    | 1931                    | 1951                    | 1971                    | 1991                    | 2001                    | 2011                    | 2016                    | 2021                    |                         |
| Einwohner               | 212                     | 190                     | 190                     | 202                     | 244                     | 252                     | 272                     | 273                     | 282                     | 287                     | 303                     | 352                     | 307                     |                         |

## Bilder

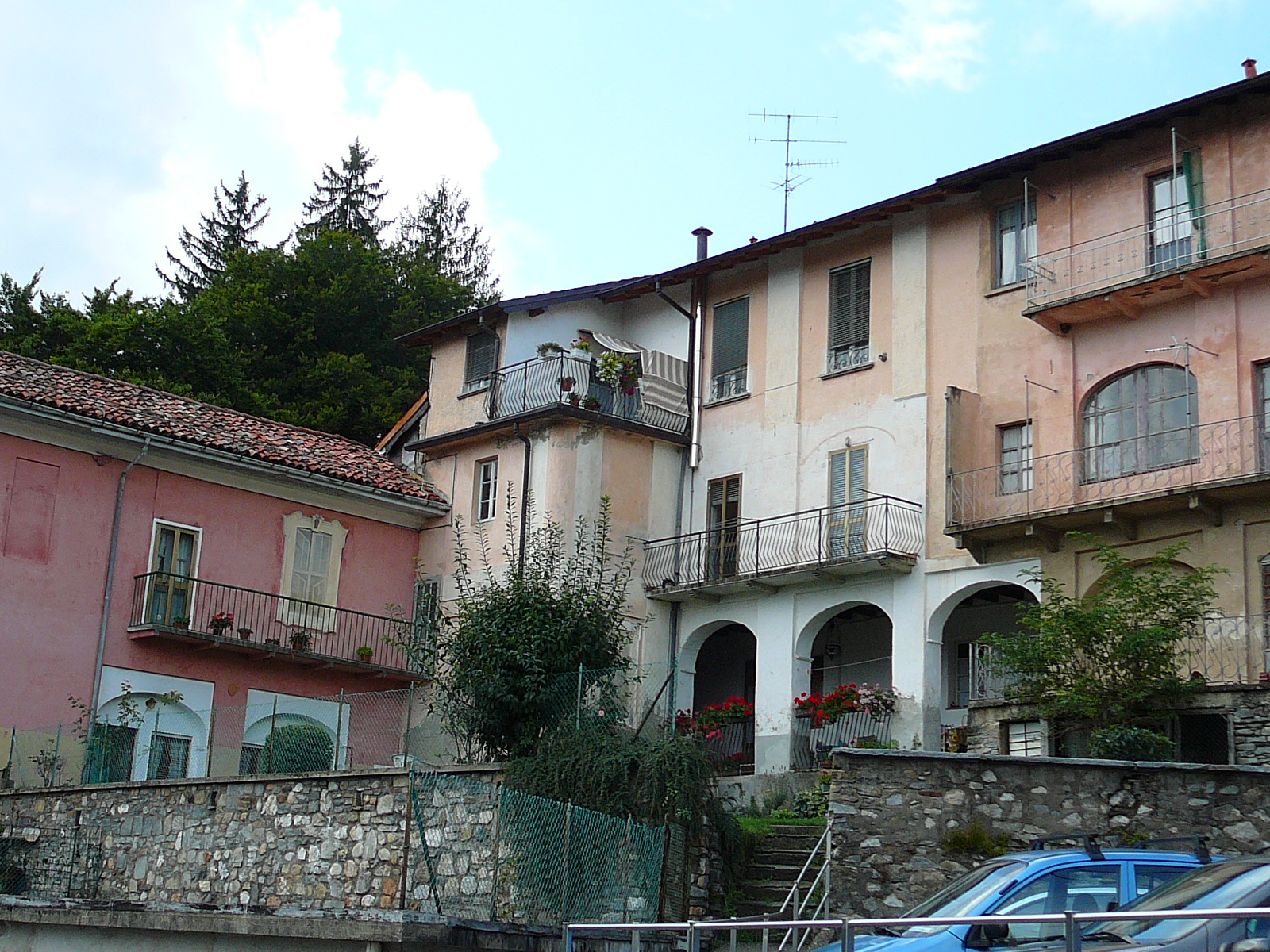
Bürgerhäuser
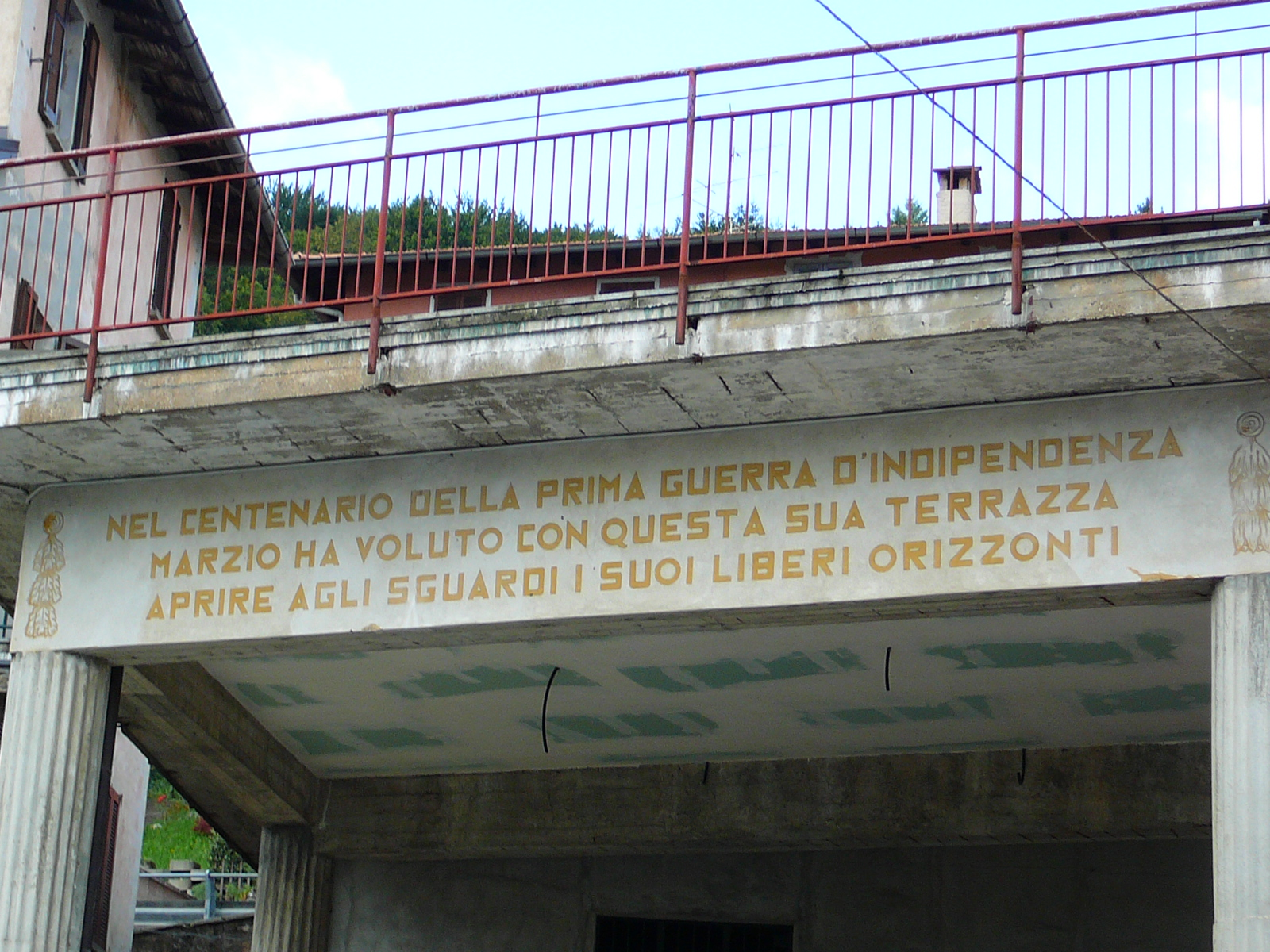
Panoramische Terrasse, die an das hundertjährige Jubiläum des Ersten Unabhängigkeitskrieges erinnert.
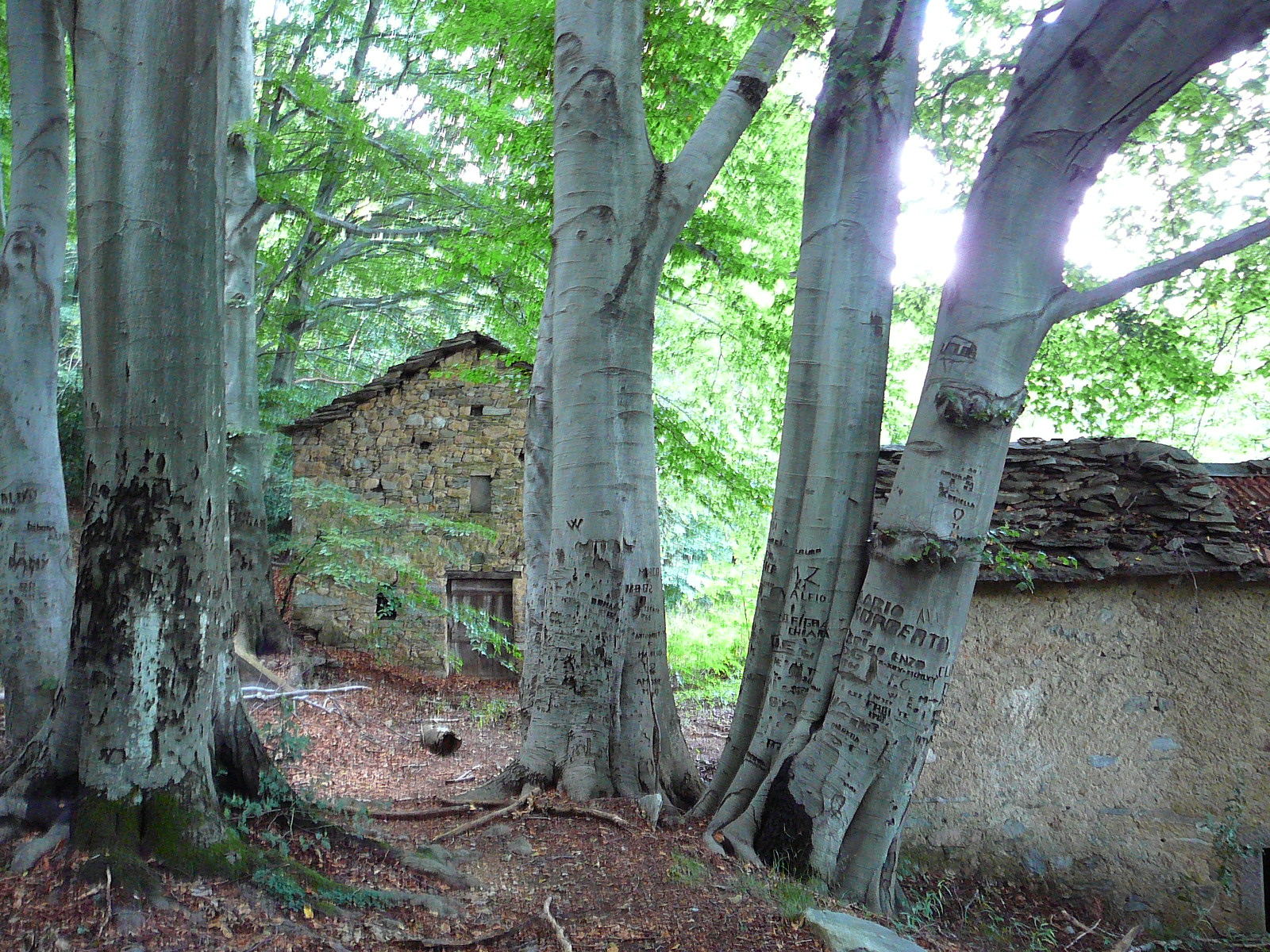
Alp Boscaccio

## Persönlichkeiten
- Antonio Maria Maffei (* um 1700 in Marzio; † nach 1733 ebenda ?), Sohn von Matteo, Bauunternehmer schuf in Turin zusammen mit Leonardo Ajmetti aus Valganna unter dem Architekt Filippo Juvarra[2]

- Familie Righino/i
  - Francesco Maria Righino (* um 1700 in Marzio; † nach 1741 ebenda ?), Sohn von Andrea, Baumeister in Turin[3]
  - Carlo Andrea Righino (* um 1710 in Marzio; † nach 1746 ebenda ?), Sohn von Paolo Andrea, Bauunternehmer in Turin[4]
  - Giacomo Righino (* um 1710 in Marzio; † nach 1750 ebenda ?), Sohn von Carlo Antonio, Bauunternehmer schuf zusammen mit Giuseppe Trolli in Turin[5]